# Vranice (Zbizuby)
Vranice (německy Wranitz) je vesnice, část obce Zbizuby v okrese Kutná Hora. Nachází se asi 2,5 kilometru jihozápadně od Zbizub. Prochází tudy železniční trať Čerčany – Světlá nad Sázavou. Vranice je také název katastrálního území o rozloze 4,78 km².

## Historie
První písemná zmínka o vesnici pochází z roku 1377.

## Pamětihodnosti
- Kaplička